# Cabale des Importants
Cabale des Importants (dt. etwa Streit der Wichtigen) wurde eine politische Verschwörung in Frankreich genannt, die zwischen Mai und September 1643 stattfand.
Sie wurde von François de Bourbon-Vendôme, duc de Beaufort und Marie de Rohan-Montbazon, duchesse de Chevreuse organisiert. König Ludwig XIII. war wenige Tage zuvor gestorben, sein Sohn und Nachfolger Ludwig XIV. stand unter Regentschaft seiner Mutter Anna von Österreich, die von einer Reihe Adliger unterstützt wurde, darunter
- Claude de Bourdeille (1606–1663), Comte de Montrésor und
- Charles de L’Aubespine (1580–1653), Marquis de Châteauneuf

Die Gruppe wollte die Parteigänger Richelieus, vor allem die Condé, entmachten und gleichzeitig die eigenen verlorenen Privilegien zurückerhalten: tatsächlich hatte der Kardinal zum Beispiel César de Bourbon, den Vater François’, 1630 gezwungen, seinen Besitz in der Bretagne aufzugeben.
Die Verschwörung zielte zum einen darauf ab, die Regentin Anna von Österreich von ihrem neuen Premierminister, Jules Mazarin, zu trennen, der vom Adel als Gegner angesehen wurde, zum anderen auf einen Separatfrieden mit König Philipp IV. von Spanien. Vorgesehen war die Ermordung Mazarins und seine Ersetzung durch einen der ihren, Augustin Potier, den Bischof von Beauvais.
Mazarin wurde jedoch schnell über das Komplott informiert. François de Vendôme wurde am 2. September verhaftet und in den Donjon des Schlosses Vincennes eingesperrt, wo er die nächsten fünf Jahre verbrachte.